# 프로이센 쿠데타

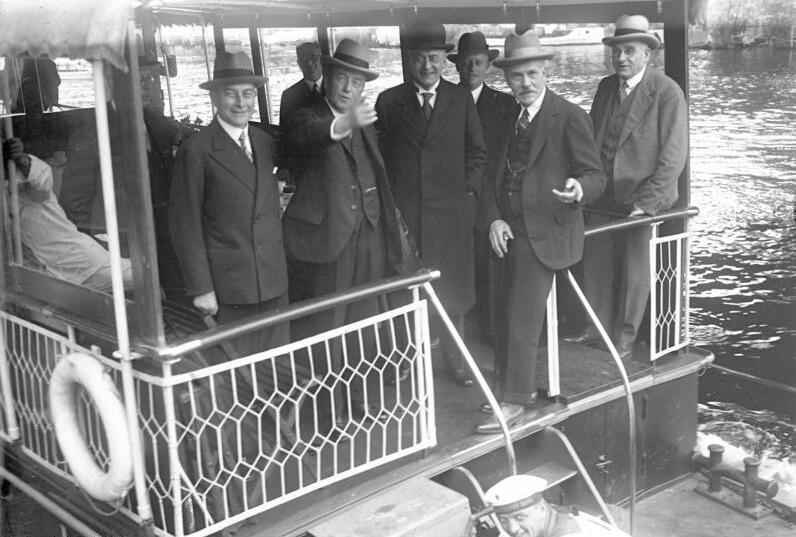
1931년 프로이센을 방문한 영국 정치인들. 왼쪽에서 오른쪽으로: 독일 외무성 장관 율리우스 쿠르티우스, 영국 외무성 장관 아서 헨더슨, 독일 총리 하인리히 브뤼닝, 영국 수상 제임스 램지 맥도널드, 그리고 프로이센 쿠데타로 실각한 프로이센 주장관 오토 브라운.

프로이센 쿠데타(독일어: Preußenschlag 프로이센슐라크[*])는 독일 바이마르 공화국의 붕괴에 지대한 영향을 미친 사건이다. 1932년 7월 20일, 파울 폰 힌덴부르크 대통령은 바이마르 헌법 제48조에 명시된 비상대권을 발휘하여 독일의 주 중에서 가장 큰 프로이센 자유주의 주정부 내각을 해산시켰다.
당시 프로이센은 독일 사민당의 아성으로, 오토 브라운이 주장관을 맡고 있었다. 공화국에서 가장 큰 군사집단 중 하나인 프로이센 경찰력은 바이마르 공화국을 뒤엎고 국가주의적 체제를 세우려 한 프란츠 폰 파펜의 계획을 가로막는 최후 저지선이었다. 이 저지선이 무너짐으로써 독일의 국가주의화, 전체주의화는 돌이킬 수 없는 지경으로 가속된다.